# Vahdonkorpi
Vahdonkorpi är en mosse i Finland. Den ligger i Rusko i landskapet Egentliga Finland, i den sydvästra delen av landet, 150 km väster om huvudstaden Helsingfors.